# Nationale Forschungsuniversität für Elektronische Technologie

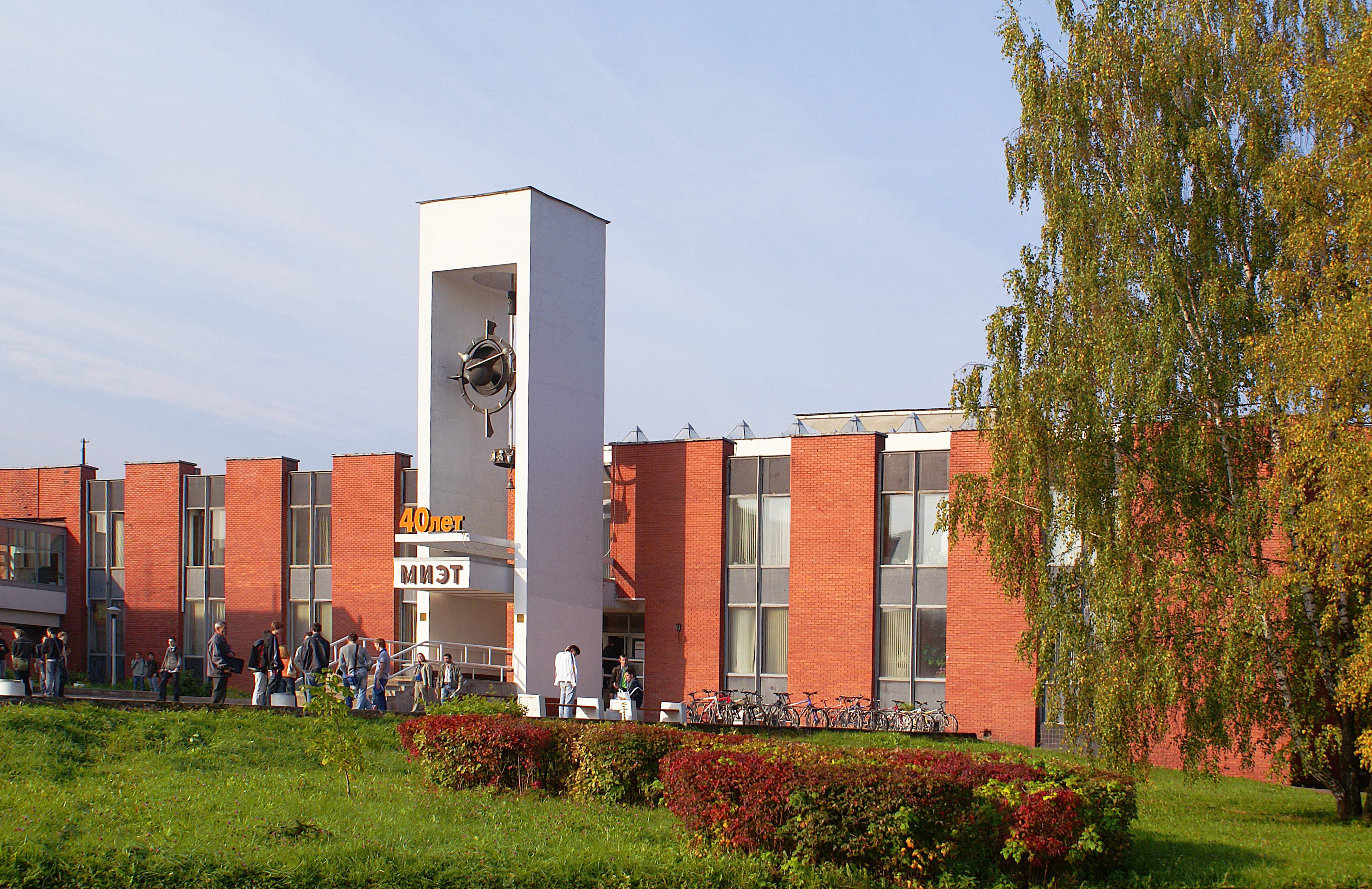
Die Vorderseite des Hauptgebäudes

Die Nationale Forschungsuniversität für Elektronische Technologie / MIET (russisch Национальный исследовательский университет „МИЭТ“ / МИЭТ, wörtlich Nationale Forschungsuniversität „MIET“) ist eine Nationale Forschungsuniversität in Russland auf dem Gebiet der Mikroelektronik. Sie befindet sich im Moskauer Verwaltungsbezirk Selenograd.

## Geschichte
Die Hochschule (dann Moskauer Institut für Elektronische Technologie) wurde am 9. Dezember 1965 kurz nach dem Inkrafttreten des entsprechenden Erlasses des Ministerrates der UdSSR gegründet. Im September des darauffolgenden Jahres konnte der Lehrbetrieb bereits teilweise aufgenommen werden, wobei die Räumlichkeiten der Universität zunächst provisorisch in einem Schulgebäude untergebracht waren. Im ersten Jahr des Lehrbetriebs waren insgesamt rund 250 Studierende, vorwiegend aus Selenograd, an der Hochschule eingeschrieben.
1967 begannen auf einem ehemaligen Industriegelände im Süden Selenograds die Planungs- und Bauarbeiten für den Hauptcampus der MIET. Mit Ausstattung der Fassade des Hauptgebäudes, aber auch der Hörsäle und der Innenhöfe wurde der bekannte Bildhauer Ernst Neiswestny beauftragt. Insgesamt wurden in den nächsten vier Jahren vier Campus errichtet. Die Bauarbeiten wurden Ende 1971 abgeschlossen.

## Rektoren
1. Leonid Wiktorowitsch Jerschow – 1966 (in Vertretung)
2. Leonid Nikolajewitsch Presnuchin – 1966–1988 (der erste offizielle Rektor)
3. Witali Dmitrijewitsch Werner – 1988–1998
4. Juri Alexandrowitsch Tschaplygin – 1998–2016 (zurzeit MIET-Präsident)
5. Wladimir Alexandrowitsch Bespalow – 2016–2024 (zurzeit MIET-wissenschaftlicher Betreuer)
6. Sergei Alexandrowitsch Gawrilow – 2024 (in Vertretung)

## Institute und Ausbildungsprogramme
- Institut für biomedizinische Systeme
  - Biotechnische Systeme und Technologien
- Institut für Spitzentechnologien Recht, Sozialwissenschaften und Humanities
  - Rechtliche Unterstützung für die Nationalesicherheit
- Institut für linguistische und pädagogische Ausbildung
  - Linguistisches
- Institut für Internationale Ausbildung
- Institut für Integral Elektronik
  - Elektronik und Nanoelektronik
- Institut für Mikrovorrichtungen und Steuerungssysteme
  - Informatik und Rechentechnik
  - Funktechnik
  - Steuerung für technischer Systeme
- Institut für Nano- und Mikrosystemtechnik
  - Design und Technologie von elektronische Einrichtungen
- Institut für perspektivisch Materialien und Technologien
  - Nanomaterialien
  - Materialwissenschaft und Werkstofftechnik
  - Technosphärensicherheit
- Institut für System- und Softwaretechnik und Informationstechnologien
  - Angewandte Informatik
  - Softwaretechnik
  - Qualitätskontrolle
- Institut für Physik und Angewandte Mathematik
- Institut für Digital Design
  - Design
  - Information Systeme und Technologien

- Militärisches ausbildungs Zentrum

- Ausbildungsprogramme außerhalb Instituten
  - Infokommunikationstechnologien und -systeme
  - Informationssicherheit
  - Management
  - Angewandte Mathematik